# École démocratique

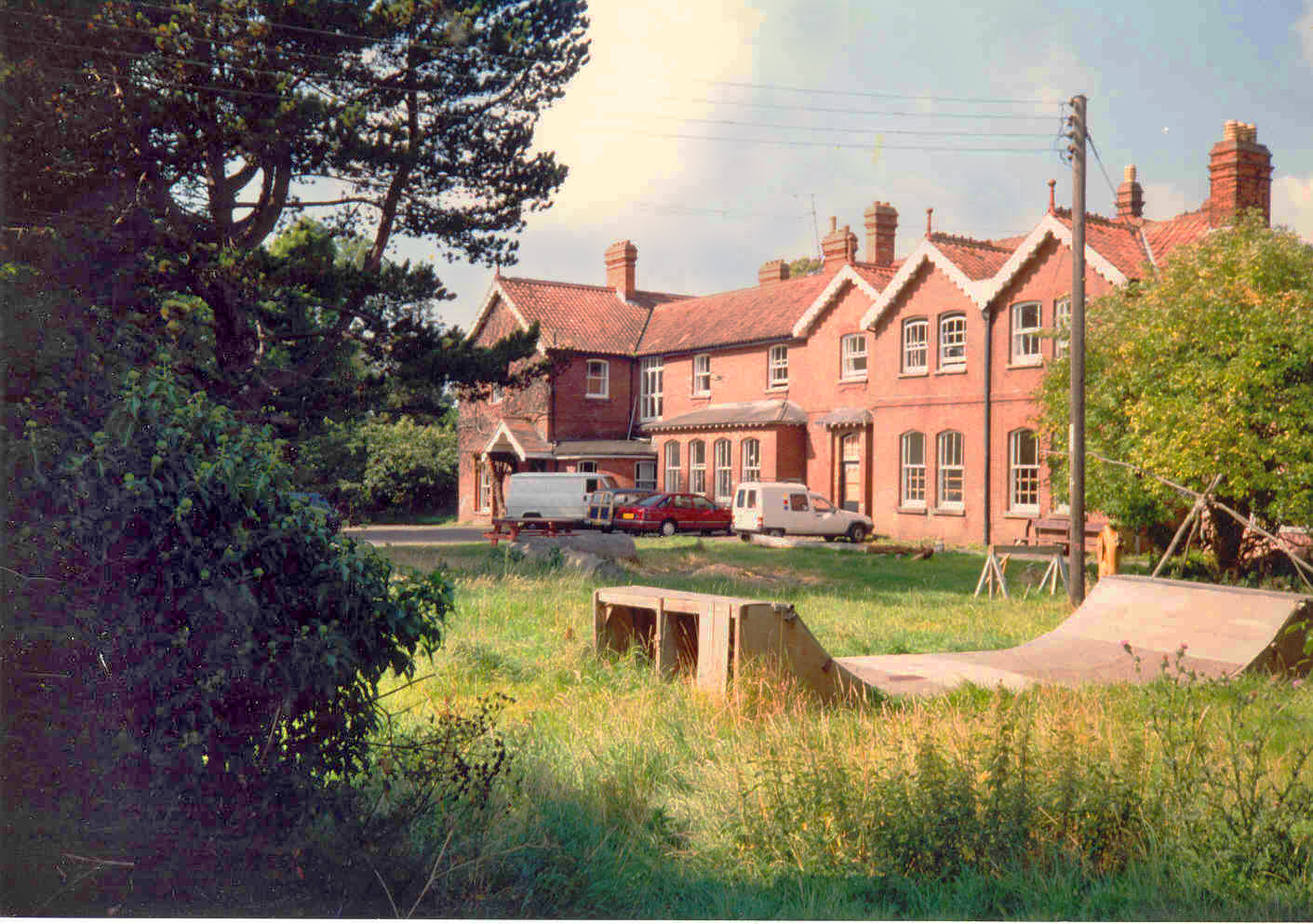
Summerhill - école démocratique connue la plus ancienne

Le terme école démocratique fait référence à une école alternative qui répond aux critères suivants,:
- Les cours sont sur volontariat. L'apprentissage est autodirigé et se déroule sans programme scolaire.

- L'école est gérée dans la mesure du possible par une démocratie directe dans laquelle les élèves et les personnes enseignantes ont une voix égale dans la prise de décision.

- Les élèves sont libres d'occuper leur temps comme ils l'entendent, tant qu'ils n'enfreignent pas les règles établies lors des assemblées.

Les écoles démocratiques sont des lieux où le concept d'éducation démocratique est mis en pratique et où l'apprentissage autodirigé est encouragé.
Le terme a été utilisé pour la première fois par l'École démocratique de Hadera en 1987.

## Définition
Il n'existe pas de définition commune de l'école démocratique. Cependant, toutes les écoles démocratiques s'abstiennent d'imposer des obligations scolaires, des évaluations, des notes c'est-à-dire tous les procédés qui n'encouragent pas l'apprentissage autodirigé. En règle générale, l'organe directeur de l'école est l'assemblée.
L'organisation européenne EUDEC nomme trois caractéristiques fondamentales des écoles démocratiques:
1. Des fondations solides dans une culture de valeurs d'égalité et de responsabilité partagée.
2. Prise de décision collective : tous les membres de la communauté, quel que soit leur âge ou leur statut, ont leur mot à dire sur les décisions importantes telles que les règles de l'école, les programmes, les projets, l'embauche du personnel et même les questions budgétaires.
3. Apprentissage autonome : les apprenants choisissent ce qu'ils apprennent, quand, comment et avec qui ils l'apprennent. L'apprentissage peut se faire par le jeu ou par l'étude plus formelle (livres, manuels...). L'essentiel est que l'apprentissage suive la motivation intrinsèque des apprenants et poursuive leurs intérêts.

## Caractéristiques des écoles démocratiques
- Pas de notes ni d'évaluation externe.

- Mélange d'âges dans l'ensemble des jeunes.

- Pas de programme général ou obligatoire.

- Les cours sont volontaires.

- Auto-régulation par le biais d'organes démocratiques tels que les réunions.
- respect des droits de l'homme, en particulier de l'égalité entre les enseignants et les étudiants.

- Attitude positive à l'égard de l'hétérogénéité des élèves.

- Régularité des rassemblements de l´assemblée decisionnaire.

- Liberté de mouvement dans l'école.

- Le jeu est considéré comme positif dans tous les groupes d'âge[4],[2],[1].

## Réunion d'école
La plupart des écoles démocratiques organisent des réunions scolaires hebdomadaires ouvertes à tous les enfants et adultes; parfois plus, parfois moins selon les besoins.
Toutes les questions concernant l'école sont décidées ensemble - de l'embauche du nouveau personnel à l'introduction ou l'abolition de règles, des finances à ce qui se passera pendant la journée scolaire. Chacun, quel que soit son âge, dispose d'une voix égale. Parfois ces prises de décisions sont réalisées en petit comité selon l’organisation de l’école.
La réunion de l'école est l'organe de décision le plus élevé de l'école.
Dans la plupart des écoles, notamment Sudbury Schools, les décisions sont prises à la majorité. D'autres écoles telles que les écoles Sociocratique et certains Centre d’Apprentissage agile (Agile learning center) s'efforcent d'obtenir le consentement,.
Lors des réunions, le vote d'un élève compte autant que celui d'un enseignant ou d’une enseignante.

## Classes
Dans les écoles démocratiques, les cours sont sur volontariat. À l'école Sudbury Valley, même la présence dans les locaux de l'école est volontaire. Pour respecter l’obligation scolaire, les écoles démocratiques françaises ne suivent pas ce principe et accueillent les élèves chaque jour.
Une caractéristique des écoles démocratiques est la présence du jeu. Les élèves de tous âges - mais surtout les plus jeunes - passent beaucoup de temps à jouer librement ou à jouer à des jeux.
Toutes les tentatives visant à limiter, contrôler ou diriger le jeu doivent être approuvées démocratiquement avant d'être mises en œuvre.
Le jeu est considéré comme une activité tout aussi digne que les poursuites académiques. Le jeu est considéré comme essentiel pour l'apprentissage, en particulier pour favoriser la créativité.

## Histoire

### XIXesiècleet avant
Depuis l'émergence des systèmes démocratiques, des écoles et des républiques d'enfants ont expérimenté la démocratie étudiante. Parmi les cas les plus connus, on peut citer le pensionnat pour orphelins de guerre de Léonard Bourdon, la «Société des jeunes Français» (1791-1795), La juridiction étudiante (Schülergerichtsbarkeit) de Heinrich Stephani dans la ville allemande de Gunzenhausen (1826-1834), L'école d'enfants paysans de Léon Tolstoï à Iasnaïa Poliana (1859-1862) au sud de Moscou et la George Junior Republic (1895-?) dans l'État de New York.

### Les années 1920
On peut considérer que la plus ancienne école "démocratique" encore en activité est l'internat Summerhill, situé à Leiston (Suffolk, Angleterre). Elle a été fondée en Allemagne en 1921 par le pédagogue écossais A. S. Neill, puis transférée en Angleterre, et existe toujours aujourd'hui. Summerhill a fortement influencé la Sudbury Valley School (depuis 1968), de nombreuses écoles alternatives à travers le monde et la Democratic School of Hadera (depuis 1987), de sorte que la grande majorité des écoles démocratiques existant aujourd'hui peuvent être directement ou indirectement retracées jusqu'à Summerhill.
Indépendamment de Summerhill, Kees Boecke a développé son école démocratique consensuelle Werkplaats Kindergemeenschap à Bilthoven, aux Pays-Bas, en 1929,conduisant à l'émergence de la Sociocratie et des écoles sociocratiques, et Janusz Korczak a ouvert l'orphelinat démocratique de base de Varsovie Dom Sierot (1911-1942), où les enfants pouvaient également suivre des cours à l'école.

### Mouvement des écoles libres
L'école Sudbury Valley a été fondée en 1968 par Daniel et Hanna Greenberg, entre autres. Depuis lors, au moins 40 écoles ont été fondées sur la base du concept de la Sudbury Valley School, principalement aux États-Unis.
Les nombreuses publications des Greenberg sur leur école ont atteint un public relativement large. En conséquence, les écoles de Sudbury représentent le modèle d'école démocratique le plus répandu.
Dans le monde occidental, la génération de 1968 a fondé de nombreuses écoles alternatives avec des éléments de démocratie directe. Aux États-Unis, dont les lois facilitent la création d'écoles alternatives, on estime que des centaines d'écoles ont été fondées dans les années 1970 et 1980.
À la même époque, le mouvement anti-autoritaire en Allemagne et l'Éducation Nouvelle en France discutent des idées de Neill,. Par la suite, pendant la période de réforme sous François Mitterrand, deux écoles publiques démocratiques, le Lycée expérimental de Saint-Nazaire et le Lycée autogéré de Paris, ont été fondées en 1982 et existent encore aujourd'hui. La première école alternative officielle en Allemagne a été la Demokratische Freie Schule Frankfurt. Fondée en 1975, elle a existé illégalement jusqu'en 1986 et a ensuite été légalisée par le nouveau gouvernement rouge-vert de Hesse.

### Le nom «École démocratique»
En 1987, Yaacov Hecht a fondé l'école démocratique de Hadera. C'est la première école démocratique à utiliser le terme d'école démocratique. En 1993, la première Conférence internationale sur l'éducation démocratique (IDEC) a eu lieu dans cette école. Depuis lors, l'IDEC se tient chaque année dans différentes écoles démocratiques et a contribué de manière significative non seulement à la démocratisation des écoles d'éducation alternative, mais aussi à la fondation de nouvelles écoles démocratiques. Aujourd'hui, il existe au moins 200 écoles démocratiques dans le monde.
La plupart d'entre elles se trouvent aux États-Unis, au Japon, en France, en Allemagne et en Israël. Par rapport à la taille de leur population, les Pays-Bas sont également importants avec 19 écoles (en 2019). D'autres se trouvent en en Afrique du Sud, Australie, en Belgique, au Brésil, en Bulgarie, au Canada, en Corée du Sud, au Costa Rica, au Danemark, en Finlande, en Irlande, au Japon, en Nouvelle-Zélande, au Pérou, en Pologne, à Porto Rico, en République tchèque, en Roumanie, en Slovaquie, en Suisse, à Taïwan, en Thaïlande, en Ukraine et au Royaume-Uni,,,.
La Conférence internationale de l'éducation démocratique (IDEC) se tient chaque année depuis 1993. La Communauté européenne pour l'éducation démocratique (EUDEC) a été fondée en 2008. En Israël, il existe un Institut pour l'éducation démocratique et la société Education Cities. Toutes deux ont émergé de l'environnement de l'école démocratique de Hadera et se sont engagées à soutenir la démocratisation et l'innovation de l'éducation, des processus éducatifs et des écoles.

#### Situation française
En 2019, environ 40 écoles démocratiques existaient. En 2024, 18 sont ouvertes.

## Concepts des écoles démocratiques
Toutes les écoles démocratiques sont basées sur le respect fondamental des enfants. Cependant, il existe de nettes différences entre les diverses écoles dans la conception concrète de la liberté d'apprentissage et des structures décisionnelles démocratiques, ainsi que dans la vie scolaire quotidienne,.

### Summerhill
La Summerhill est la plus célèbre, la première et la plus ancienne (fondée en 1921) des écoles démocratiques. La renommée de Summerhill a influencé de manière significative le mouvement des écoles alternatives et la plupart des écoles démocratiques dans leur conception.
Summerhill est un internat. Presque toutes les règles sont établies conjointement par les enseignants, les «houseparents» (tuteurs d'internat) et les élèves, les cours sont facultatifs et les élèves disposent d'une grande marge d'autodétermination.
Zoë Readhead, l'actuelle directrice de l'école et fille de Neill, notait en 2014, faisant allusion au fait que les défis de Summerhill ont changé: «Summerhill se retrouve souvent dans un rôle disciplinaire parce que beaucoup d'enfants aujourd'hui n'ont pas de limites fixées à la maison.» Dans le passé, dit-elle, il s'agissait souvent d'apprendre aux enfants effrayés à faire confiance, mais aujourd'hui il s'agit davantage d'amener les enfants à respecter les règles de la communauté.

### Sudbury Valley School
Fondée en 1968, la Sudbury Valley School de Framingham (Massachusetts, États-Unis) est influencée par Summerhill mais vit une conception encore plus radicale de la liberté d'apprendre. Les cours et autres formes d'enseignement formel ne sont proposés que lorsque les élèves en font explicitement la demande. En ce sens, les enseignants jouent un rôle plus passif que dans les autres écoles démocratiques.
Entre-temps, plusieurs autres écoles dans le monde ont adopté le concept de l'école de la vallée de Sudbury. Il existe actuellement plus de 40 écoles Sudbuy, dont la plupart se trouvent aux États-Unis.

#### Écoles sociocratiques
La plupart des écoles sociocratiques sont basées aux Pays-Bas et se réfèrent à la méthode Sociocratique de Gerard Endenburg,,.

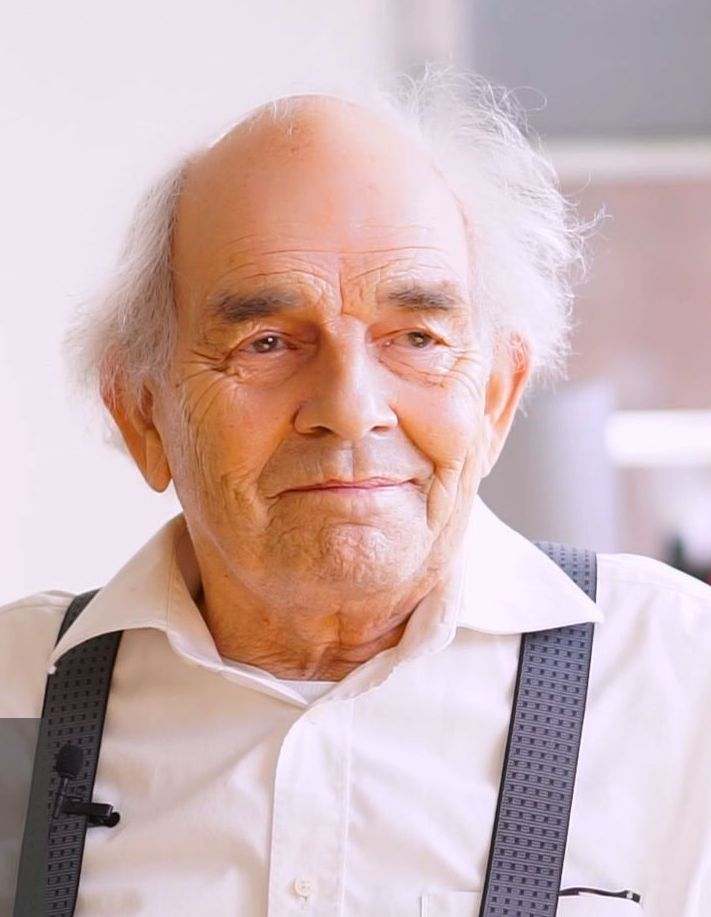
Gerard Endenburg - créateur de la sociocratie

Endenburg a également développé sa méthode grâce à ses expériences à l'école Werkplaats Kindergemeenschap, orientée vers le consensus et anciennement démocrate, des Quaker,.
Les décisions dans la sociocratie sont prises par consentement, une forme faible de consensus où les décisions sont prises en acceptant des propositions une fois que personne n'a d'« objection sérieuse » justifiée,.

### Autres écoles
Il existe également d'autres concepts qui remplissent les critères des écoles démocratiques mais n'utilisent pas ce terme pour se décrire. Il s'agit notamment des Centres d'apprentissage agile, les lycées publics Lycée expérimental de Saint-Nazaire et Lycée autogéré de Paris en France, la Schule für Erwachsenenbildung (École pour l'éducation des adultes) à Berlin, Methodos e.V. à Fribourg  (association allemande d’étudiants qui s’organise démocratiquement pour se préparer au baccalauréat, en embauchant des professeurs et en apprenant par eux-mêmes) ainsi que quelques écoles anarchistes et écoles occupées par des étudiants.
Historiquement, l'orphelinat Dom Sierot et son dérivé Nasz Dom de Janusz Korczak ainsi que le Werkplaats Kindergemeenschap de Kees Boecke (dans les premières années) comptent également parmi les écoles démocratiques.

## Diplômés des écoles démocratiques

### Résultats de la recherche
- Une étude de 12 écoles au Royaume-Uni par un ancien inspecteur scolaire indique que l'école démocratique produit une plus grande motivation pour apprendre et une plus grande estime de soi chez les élèves[35].

- Une étude réalisée en Israël indique que le déclin de l'intérêt pour les sciences qui se produit régulièrement dans les écoles conventionnelles ne s'est pas produit dans les écoles démocratiques[36].

- Trois études menées sur les élèves de Sudbury schools aux États-Unis d'Amérique indiquent que les élèves «ont très bien réussi leurs études supérieures (pour ceux qui ont choisi cette voie) et leurs carrières. Ils se sont dirigés vers tous les domaines de la vie qui sont valorisés dans notre société et déclarent qu'ils se sentent avantagés par le sens de la responsabilité personnelle, la maîtrise de soi, l'intérêt continu pour l'apprentissage et les valeurs démocratiques qu'ils ont acquis à Sudbury Valley»[37],[38],[39].

- Lors de son inspection par l'Ofsted en 2013, l'école Sands au Royaume-Uni a été jugée «bonne» dans l'ensemble, avec un certain nombre de caractéristiques «remarquables». Aucun domaine de l'offre éducative n'a été jugé moins que «bon», et tous les règlements statutaires (les «normes» de l'école) ont été respectés dans leur intégralité. Il s'agit du même résultat que lors de l'inspection précédente en 2010. L'Ofsted a observé que la participation des élèves aux processus de prise de décision les aidait à développer «des qualités exceptionnelles de réflexion et la capacité de présenter des arguments équilibrés». Les bons résultats des élèves sont considérés comme une «conséquence des structures démocratiques». Le développement personnel a été jugé «remarquable» en raison de l'impact exceptionnel des principes démocratiques. L'inspecteur a été particulièrement impressionné par le comportement des élèves, notant que «les cours se déroulaient dans une atmosphère de respect mutuel “ et que ” les visiteurs étaient accueillis avec intérêt et des manières impeccables»[40].

### Anciens élèves notables
École démocratique de Hadera
- Gal Fridman (né en 1975), champion olympique de planche à voile[41]

- Sarit Hadad (née en 1978), chanteuse israélienne au Concours Eurovision de la chanson[19]

École de la vallée de Sudbury
- Laura Poitras (née en 1964), réalisatrice de documentaires et lauréate d'un Oscar[42]

Summerhill
- Rebecca De Mornay (née en 1959), star hollywoodienne[43]

- Zoë Readhead (née en 1946), directrice de Summerhill[30]

Werkplaats Kindergemeenschap
- Beatrix des Pays-Bas (née en 1938), reine des Pays-Bas[44]

- Irene van Oranje-Nassau (née en 1939), princesse des Pays-Bas[44]

- Margriet van Oranje-Nassau (née en 1943), princesse des Pays-Bas[44]

- Gerard Endenburg (né en 1933), entrepreneur, fondateur de la sociocratie, professeur[45]

## Associations et institutions
La diffusion rapide des écoles démocratiques depuis les années 1990 et 2000 a été largement stimulée par la Conférence internationale de l'éducation démocratique (IDEC),.
En outre, les associations et organisations de lobbying suivantes existent:
- AERO : Association des États-Unis[2]

- EUDEC : Association européenne des écoles démocratiques

Le Kibbutzim College of Education in Tel Aviv en Israël et le Necessary Teacher Training College (DNS) au Danemark forment les enseignants à l'apprentissage autodéterminé et à l'enseignement dans les écoles démocratiques.